# Bill Sherwood
Bill Sherwood (14 de junio de 1952 - 10 de febrero de 1990) fue un director de cine estadounidense. Nació en Washington D. C. y creció en Battle Creek, Míchigan. Murió en Nueva York como consecuencia del sida habiendo dirigido una película, Parting Glances (1986). 
Un talentoso violinista, Bill Sherwood asistió al Interlochen Center for the Arts de Míchigan y se graduó en 1970 como compositor. Más tarde se trasladó a la ciudad de Nueva York y estudió composición en la Academia Juilliard donde fue alumno de Elliott Carter. Desanimado por su progreso y fascinado por la agitación social y cultural de Nueva York en ese entonces, abandonó sus estudios, y más tarde se unió al Hunter College como compositor, donde consiguió varios títulos y realizó varios cortometrajes.
Tuvo una prometedora carrera como realizador de cine, pero murió antes de poder desarrollar todo su potencial. Es conocido por Parting Glances de 1986, película realizada con 310 000 dólares que dirigió y escribió, una agridulce comedia romática que desarrolla un período de 24 horas en el ambiente gay de la ciudad de Nueva York. En Parting Glances dirigió al actor Steve Buscemi, quien en ese momento recién comenzaba su carrera en el cine. Escribió seis guiones y realizó tres cortometrajes durante los seis años antes de Parting Glances, y escribió dos guiones y medio durante los cuatro años después de la película. Nunca fueron producidos.

## Filmografía
- Parting Glances (Miradas en la despedida) (1986) - director, editor, escritor y guionista.